# Tvångssterilisering
Tvångssterilisering är när en stat, organisation eller individ försöker att tvinga människor att genomgå sterilisering, kirurgiskt eller på annat sätt. Vilka skäl en stats parlament har för att genomföra steriliseringsprogram varierar i syfte och uppsåt. Under första hälften av 1900-talet inleddes flera sådan program i länder runt om i världen, vanligtvis som en del av rashygieniska program. Programmen var avsedda att förhindra att medlemmar av befolkningen som ansåg vara bärare av defekta genetiska drag skaffade barn och därmed förde sina gener vidare. Avsikten kunde också vara att förhindra inblandning av "främmande" raser i den egna folkstammen.
Andra grunder för steriliseringsprogram har omfattat ambitioner att hämma den allmänna befolkningstillväxten, könsdiskriminering, "könsnormaliserande" operationer av intersexuella personer, begränsandet av spridningen av hiv, och viljan att minska populationen av vissa specifika etniska grupper. Det sistnämnda räknas som folkmord enligt Romstadgan (internationella brottmålsdomstolens stadgar) och är därmed ett brott mot mänskligheten.
Vissa länder kräver transpersoner måste steriliseras innan de kan erbjudas ett rättsligt erkännande av sitt kön, en praxis som FN:s särskilda rapportör om tortyr menar är en kränkning av Yogyakartaprinciperna.
FN och WHO använder idag begreppet "forced, coercive and otherwise involuntary sterilization" (ungefär "Påtvingad, övertalad och på annat sätt ofrivillig sterilisering") och påpekar att såväl internationella som regionala och nationella människorättsorgan beskriver all sterilisering som sker utan fullständigt och fritt, informerat samtycke (eng. full, free and informed consent) som något som praktiken är en typ av tvång och kränker de grundläggande mänskliga rättigheterna. De rättigheter som kränks anses vara rätten till hälsa, rätten till information, rätten till integritet, rätten att själv besluta om antalet barn och hur tätt de ska födas, rätten att bilda familj och rätten att vara fri från diskriminering. Man menar också att människorättsorgan har erkänt att tvångssterilisering är en kränkning av rätten att vara fri från tortyr och annan grym, omänsklig eller förnedrande behandling eller bestraffning.

## Drabbade befolkningsgrupper
I maj 2014 gjorde Världshälsoorganisationen, OHCHR, UN Women, UNAIDS, UNDP, UNFPA, Unicef ett gemensamt uttalande om vikten av att eliminera all påtvingad, övertalad och annat ofrivillig sterilisering. Rapporten refererar till ofrivillig sterilisering av ett antal specifika befolkningsgrupper.
De befolkningsgrupper som nämns är:
- Kvinnor, särskilt när det gäller tvångsprogram mot befolkningstillväxt, och i synnerhet bland kvinnor som lever med hiv och flickor och kvinnor i ursprungsbefolkningar och andra etniska minoriteter . Kvinnor i ursprungsbefolkningar och andra etniska minoriteter möts ofta av "felaktig stereotypisering på grund av kön, ras och etnicitet".
- Personer med funktionsnedsättning, som ofta uppfattas som asexuella. Kvinnor med intellektuella funktionsnedsättningar behandlas ofta som om de inte har någon kontroll, eller bör inte ha någon kontroll, över sina sexuella och reproduktiva val. Andra motiveringar inkluderar menstruationskontroll för kvinnor som har eller uppfattas ha svårt att klara av eller hantera menstruationer, eller vars hälsa (såsom epilepsi) eller beteende påverkas negativt av menstruation.
- Intersexuella, som ofta utsätts för kosmetiska och andra icke medicinskt motiverade operationer. Operationer som utförs på deras reproduktiva organ, utan deras eget eller föräldrarnas informerade samtycke och utan att ta hänsyn till barnens egna synpunkter, ofta som en könsnormaliserande behandling.
- Transpersoner, som avkrävs sterilisering för att erhålla rättsligt erkännande av sitt självidentifierade kön och erhålla könskorrigerande behandling av kroppen.

I rapporten rekommenderas en rad vägledande principer för medicinsk behandling, inklusive att säkerställa patientens autonomi i beslutsfattandet, att säkerställa icke-diskriminering, ansvar och tillgång till rättsmedel.

## Tvångssterilisering som en del i befolkningsplanering
Befolkningsplanering är när en stat artificiellt kontrollerar tillväxttakten hos befolkningen. Historiskt sett har befolkningsplanering genomförts genom att begränsa födelsetalen, vanligen på en regerings uppdrag. Åtgärderna har vidtagits som en reaktion på sådant som ökande fattigdom, miljöhänsyn, religiösa skäl och överbefolkning. Befolkningsplanering kan innebära åtgärder som förbättrar människors liv genom att ge dem större kontroll över sin reproduktion, men vissa program har istället utsatt människor för exploatering.
Bland de länder där befolkningsplaneringsprogram innehållit eller innehåller tvångssteriliseringar kan nämnas Kina och Indien. I Peru antogs 1996 ett befolkningsplaneringsprogram för att minska fattigdomen i landet. I programmet ingick tvångssteriliseringar, ofta på fattiga kvinnor ur ursprungsbefolkningen som talade Quechua. Enligt information från Perus Hälsodepartement steriliserades 260.874 kvinnor mellan åren 1996 och 2000.

## Tvångssterilisering av kvinnor med hiv
I många länder förekommer det att kvinnor med hiv steriliseras utan att ha avgett sitt fulla, fria och informerade samtycke. De länder där detta har rapporterats är: Kenya, Sydafrika, Bangladesh, Pakistan, Nepal, Indien, Botswana, Brasilien, Kambodja, Chile, Kina, Kongo-Kinshasa, Dominikanska republiken, El Salvador, Fiji, Honduras, Indonesien, Malawi, Mexiko, Moçambique, Namibia, Nicaragua, Filippinerna, Sri Lanka, Swaziland, Tanzania, Thailand, Uganda, Ukraina, Venezuela, Vietnam och Zambia.
Ofta handlar det om att kvinnorna inte getts tillräcklig information om möjligheten att vara gravida, föda och amma ett barn utan att överföra hiv till barnet. Det handlar också om att de reella möjligheterna att göra det är mycket små eller obefintliga, i kombination med att tillgången till preventivmedel är mycket begränsad eller obefintlig och att kvinnor har mycket liten möjlighet att neka män sex. Det förekommer också att kvinnor tvingas samtycka till sterilisering för att få tillgång till bromsmediciner och annan hiv-relaterad vård. Gravida kvinnor har lurats att samtycka till sterilisering i tron att samtycket rört ett kejsarsnitt, även vid tillfällen när de haft mycket ont. Det har också förekommit att föräldrarna gett samtycke till ingreppet, i kvinnans ställe  och ofta utan att föräldrarna själva fått fullgod information.

## Tvångssterilisering av flickor och kvinnor i ursprungsbefolkningar och etniska minoriteter
Steriliseringslagar och steriliseringsprogram som fokuserar på ursprungsbefolkningar och etniska minoriteter, särskilt flickor och kvinnor, har en lång historia över hela världen. Företeelsen har ofta sin grund i stereotypa fördomar baserade på kön, ras och etnicitet. Olika program mot befolkningstillväxt drabbar kvinnor ur ursprungsbefolkningar särskilt hårt. Ofta får flickor och kvinnor i dessa grupper inte fullgod tillgång till preventivmedel, de kan erbjudas för få alternativ eller så saknas information på deras ursprungsspråk.
En av de hårdast drabbade grupperna redan under den rashygieniska eran under andra världskriget och fortfarande idag är romerna. Rapporter har visat att även om de statligt finansierade steriliseringsprogrammen som fokuserade på romer försvann från centrala och östra Europa i samband med kommunismens fall så har traditionen att sterilisera romska kvinnor utan deras fullständiga, fria och informerade samtycke fortsatt. Rapporter från nationella och internationella människorättsorgan beskriver
sterilisering av romska kvinnor utan deras samtycke eller ens kunskap, till exempel under det att de genomgår kejsarsnitt. Kvinnor har ombetts samtycka till sterilisering under förlossningsarbetet och när de har mycket ont. I många fall har kvinnorna inte fått information att effekten är permanent eller om alternativa preventivmetoder.
Bland andra drabbade grupper kan nämnas ursprungsbefolkningarna i Kanada  och USA. Mellan 1973 och 1976 steriliserades 3406 kvinnor ur olika grupper av ursprungsbefolkningar i USA, utan kvinnornas samtycke. Trots ett uttryckligt domstolsförbud mot att sterilisera kvinnor yngre än 21 år steriliserades ändå 36 kvinnor under 21 år. En rapport av  Dr. Connie Pinkerton-Uri, menar att 25% av alla kvinnor i ursprungsbefolkningar i USA steriliserades utan samtycke. Pinkerton-Uri’s forskning indikerar att Indian Health Service specifikt "valde ut fullblodsindianer att steriliseras" ( eng:“singled out full-blooded Indian women for sterilization procedures). I Peru antogs 1996 ett befolkningsplaneringsprogram för att minska fattigdomen i landet. I programmet ingick tvångssteriliseringar, ofta på fattiga kvinnor ur ursprungsbefolkningen som talade Quechua. Enligt information från Perus Hälsodepartement steriliserades 260.874 kvinnor mellan åren 1996 och 2000.

## Tvångssterilisering av personer med funktionsnedsättningar
Personer med funktionsnedsättningar utsätts i många länder för olika former av kontroll över sitt sexuella beteende och sin reproduktion. Som metod att säkerställa att de inte skaffar barn används bland annat sterilisering, ofta utan personernas informerade samtycke.
Kvinnor med intellektuella funktionsnedsättningar är särskilt utsatta för tvångssteriliseringar och annan ofrivillig sterilisering, men även män med intellektuella funktionsnedsättningar utsätts för sterilisering och behandlingar för att undertrycka sexualdriften, ibland inklusive kastrering.  Kvinnor med intellektuella funktionshinder behandlas ofta som om de inte har någon kontroll, eller borde ha någon kontroll över sina sexuella och reproduktiva val. De kan tvingas till sterilisering med hjälp av fysiskt våld eller tvingas att avbryta önskade graviditeter, med motiveringen att det är "för deras eget bästa".

## Tvångssterilisering av transpersoner
I majoriteten av de länder där det är möjligt för transsexuella och andra personer med könsidentitetsstörningar att byta juridiskt kön finns det mer eller mindre omfattande krav på kirurgiska ingrepp. Till minimikraven hör i allmänhet ett krav på att personen ska vara steril.
Under senare år har man börjat diskutera om detta är att betrakta som tvångssteriliseringar, utifrån tanken att det är en mänsklig rättighet att bli erkänd som medborgare av staten, som det kön man lever i. Bland dem som uttalat att denna typ av steriliseringskrav är att betrakta som tvångssteriliseringar finns Europarådets kommissionär för mänskliga rättigheter, Thomas Hammarberg. I maj 2014 uppmanade WHO, i en skrivelse om tvångssteriliseringar och andra ofrivilliga steriliseringar, världens parlament och vårdgivare att säkerställa att sterilisering, eller förfaranden som leder till infertilitet, är inte ett krav för att få byta juridiskt kön.
Flera länder har också på senare år avskaffat alla krav på kirurgiska ingrepp för denna grupp, inklusive kravet på sterilisering. Bland de länder som har avskaffat, eller aldrig har infört, steriliseringskraven och andra krav på kirurgiska ingrepp återfinns Storbritannien, Island, Spanien, Portugal,Tyskland, Argentina, Italien, Österrike, Ungern, Polen, Kanada och delar av USA. Av Europas 49 stater kräver 21 stycken fortfarande sterilisering, år 2014. I fjorton europeiska stater går det inte alls att byta juridiskt kön. Europarådets parlamentariska församling uppmanade den 28 juni 2013 samtliga medlemsländer att helt förbjuda all påtvingad sterilisering eller kastrering av sina medborgare, samt även att ge personer som fallit offer för sådana ingrepp en officiell ursäkt och ekonomisk kompensation. I Sverige fastslog kammarrätten i Stockholm i januari 2013 att det svenska steriliseringskravet stred mot svensk grundlag och Europakonventionen och därför inte fick tillämpas. Regeringen lade under våren 2013 en proposition för att ta bort steriliseringskravet i könstillhörighetslagen. Förslaget röstades igenom den 22 maj och den 1 juli 2013 trädde lagändringen i kraft.

## I världen

### Danmark
Danmark antog en steriliseringslag 1929,  Lov om Adgang til Sterilisation. Initiativtagare var Christian Keller, en läkare och senare professor som var inspirerad av den amerikanska politiken på området. Under den period som lagen var i bruk, 1929 - 1968, steriliserades 12 000 personer i Danmark. En del var utvecklingsstörda eller lite långsammare än andra. Andra var socialt utsatta och överarbetade flerbarnsmödrar. Gemensamt för alla steriliseringar var regeringens önskan att kontrollera kvalitén på befolkningsmaterialet.
Efter den första lagen antog regeringen permanenta lagar 1934 och 1935. 1934 års lag medgav tvångssterilisering av envar som befanns vara "sinnessvag". Som utgångspunkt var lagen inriktad på lättare fall, som istället för att utsättas för livslång och kostsam institutionalisering kunde förmås att bli samhällsdugliga medborgare utan risk för att de skulle reproducera sig. Sterilisering enligt 1934 års lag krävde enbart diagnosen "sinnessvag" (danska: andssvag) och ett  samtycke från en utsedd förmyndare. 1935 års lag krävde inget samtycke alls, enligt den kunde sterilisering ske som rena tvångssteriliseringar. Då öppnades också upp för möjligheten att sterilisera utifrån rent rashygieniska motiv och sterilisering även på andra än "sinnessvaga" tilläts.

### Finland
År 1935 antogs den finska lagen om tvångssterilisering med överväldigande majoritet, endast ett tiotal riksdagsledamöter röstade emot. Fram till och med 1969, när lagen ändrades, steriliserades omkring 54 000 personer, främst kvinnor. Av dessa motiverades 43 000 av medicinska, mer än 7 500 av rashygieniska, drygt 3 000 av sociala och ett par hundra av övriga skäl.
Den rashygieniska forskningen fick aldrig något genombrott i Finland. År 1942 planerades ett rashygieniskt institut vid Helsingfors Universitet, där man tänkte utreda de finskbesläktade folkens rasanlag, liksom att göra upp ett register över dem som bar på ärftliga sjukdomar. Man skulle också ge folk råd vid valet av äkta hälft. När krigslyckan vände för Tyskland började det dock snabbt blåsa andra politiska vindar och projektet lades ner.

### Indien
Under 1970-talet uppmärksammades tvångssteriliseringarna i många länder och den starka kritiken ledde ofta till att man upphörde med dem. Ett undantag var Indien, där man ända sedan statens grundande har bedrivit frivillig familjeplanering med bland andra ekonomiska incitament för sterilisering. Under Indira Gandhis undantagsvälde 1975–1977 skärptes metoderna och bland annat tvångssteriliserades ett stort antal män – enbart under 1976 genomfördes 6,2 miljoner vasektomier.

### Irland
Irlands lagreformskommission sa 2005 att det inte verkar finnas någon exakt statistik över hur vanligt det är att personer med begränsad beslutsfattande förmåga steriliseras på Irland. I deras rapport återgavs också en annan kommissionsrapport som uppgav att man antog att de steriliseringar som genomförs baseras medicinsk och psykologisk kunskap och att det föreligger samtycke från föräldrarna. Det var inte känt i vilken utsträckning de funktionsnedsatta tillfrågades om sådana beslut.

### Kanada
I två kanadensiska provinser, Alberta och British Columbia, genomfördes under 1900-talet tvångssteriliseringsprogram  med rashygieniska syften. De kanadensiska tvångssteriliseringarna bedrevs på samma sätt som i den amerikanska systemet med institutionalisering, dom och kirurgiska ingrepp. Emellertid var det en märkbar skillnad i behandlingen av brottslingar som inte ansågs vara sinnessjuka. Enligt den kanadensiska lagstiftningen var det aldrig tillåtet med sterilisering som straff för intagna.
Albertas steriliseringslag antogs 1928 och upphävdes 1972. Lagen var utformad för att förhindra att personer med psykiska och fysiska  funktionsnedsättningar från att reproducera sig. År 1995 stämde Leilani Muir provinsen Alberta för att hon 1959 hade tvingats sterilisera sig. Efter Muirs fall har Albertas delstatsparlament bett om ursäkt för tvångssteriliseringarna av över 2800 personer. Nästan 850 innevånare som steriliserades under Albertas steriliseringslag tilldelades sammanlagt $ 142.000.000 i skadestånd.

### Kina
År 1978 började kinesiska myndigheter bekymra sig över en eventuell kommande befolkningstillväxt som landet inte skulle kunna hantera och införde därför [ettbarnspolitik]en. För att effektivt hantera de komplexa frågorna kring förlossning, lade den kinesiska regeringen stor vikt vid familjeplanering. Eftersom det var en så viktig fråga menade regeringen att det behövdes standardiseringar och 2002 infördes Befolknings- och familjeplaneringslagen.
Från olika grupper, som Amnesty International, har nyligen kommit anklagelser om att det förekommer att personer som redan har uppnått den utmätta kvoten av ett barn tvångssteriliseras. Denna praxis strider mot landets rättsprinciper och tycks skilja sig åt på lokal nivå. Ett särskilt flagrant exempel, enligt Amnesty International, har inträffat i Puning i provinsen Guangdong. Det uttalade målet för steriliseringen i denna stad var att uppnå målen som angavs av i Befolknings- och familjeplaneringslagen. Denna kampanj, även känd som Järnhands-kampanjen, (the Iron Fist Campaign), sägs har använt tvångsmetoder för att se till att nära 10.000 kvinnor steriliserades. Det är oklart om stödet till ökningen av den nu 90% hankinesmajoritet i provinsen spelar en roll i fallet.
Den kinesiska regeringen tycks vara medveten om skillnaderna i genomförandet av politiken på lokal nivå. Nationella befolknings- och familjeplaneringskommissionen uttalade exempelvis att "När vissa personer i några socknar och provinser i Linyi  utförde familjeplaneringsarbete använde de metoder som bröt mot lagen och kränkte medborgarnas legitima rättigheter och intressen." Detta uttalande kom i samband med en hänvisning till vissa anklagelser om tvångssterilisering och aborter i Linyi, i Shandong-provinsen. Det är dock fortfarande oklart i vilken utsträckning regeringen har åtalat eller korrigerat de tjänstemän som ansvarar för familjeplaneringen i landet.

### Sverige
Tvångssterilisering i Sverige förekom mellan åren 1934 och 1975 med varierande grad av frivillighet. De utfördes dels  under 1934 och 1941 års steriliseringslagar som reglerade steriliseringar fram till och med 1975, och dels under könstillhörighetslagen som gällde mellan 1972 och 2013.
De som steriliserades under 1934 och 1941 års steriliseringslagar var psykiskt sjuka, utvecklingsstörda och, under 1941 års lag, även personer med fysisk funktionsnedsättning ("svårartad sjukdom eller svårt lyte") och så kallade asociala. I praktiken steriliserades framför allt kvinnor - många unga och från socialt utsatta grupper - på ganska godtyckliga grunder, exempelvis för att en läkare bedömde dem som promiskuösa eller som tattare. Mellan 1944 och 1945 steriliserades 145 resande, majoriteten män, med handlingar innehållande ordet tattare, inte sällan med rasistisk och kränkande underton. Operationer utfördes ibland med direkt tvång, men vanligare var olika former av administrativt tvång, bristande samtycke eller övertalningar. Syftet med steriliseringspolitiken var bland annat rashygien, folkhälsoskäl, ekonomiska besparingar och kontroll av "asociala". Denna praxis nådde sin kulmen vid mitten av 1940-talet. I början av 1950-talet började hanteringen ifrågasättas och från början av 1950-talet och framåt användes lagen framför allt i den enskildes intresse, på sociala eller medicinska grunder, om än ofta efter varierande grader av påtryckning från läkare och socialarbetare. Från lagens tillkomst fram till 1976, då lagen slutligen avskaffades, tvångssteriliserades sammanlagt omkring 27 000 människor, varav övervägande delen kvinnor.
När könstillhörighetslagen infördes i Sverige 1972 lade man in ett krav på att patienten skulle vara steril, både för att få tillstånd att byta juridiskt kön och undergå könskorrigerande underlivskirurgi. Några medicinska skäl angavs inte. Bruket började ifrågasättas i början av 2000-talet och efter en större samhällsdebatt avskaffades steriliseringskravet 2013.

#### Begreppet tvång i tvångssteriliseringar
Begreppet tvång ska inte förstås som detsamma som rättsligt tvång, när man talar om tvångssteriliseringarna i Sverige. Regeringen utredde frågan om de tvångssteriliseringar som skedde under 1934 års och 1941 års steriliseringslagar, bland annat i syfte att undersöka behovet av gottgörelse. Av utredningen framgår att begreppet tvång är komplicerat i sammanhanget. 1941 års steriliseringslag  byggde  enligt  sin  ordalydelse i princip på frivillighet, i form av patientens samtycke. Samtidigt kom utredningen fram till att många människor, trots att de formellt sett själva ansökte om eller samtyckte till steriliseringsåtgärden, i realiteten gjorde detta under tvång eller i tvångsliknande situationer.
Det förekom flera olika former av tvång och påverkan. Den ena formen var en form av yttre tvång, där staten steriliserade människor utan att efterfråga patientens samtycke, eller, vilket var vanligare, där samtycket i realiteten inte var utformat av patienten själv. Samtliga steriliseringar som skedde under 1934 års lag kännetecknas av den här formen av tvång En annan form av tvång och påverkan var när steriliseringen ingick som ett krav för tillstånd till att ingå äktenskap (om du var minderårig, det vill säga under 25 år), tillstånd till att genomgå vissa operationer (som t.ex. abort), för att skrivas ut från vissa anstalter eller för bli beviljad diverse ekonomiska bidrag (t. ex. mödrahjälp) . Det tredje sättet för utövande av tvång eller påverkan har varit situationer där den enskilde upplevt tvång eller otillbörlig påverkan från myndighetspersoner utan att sterilisering behöver ha varit ett uttalat villkor.
I utredningen framhålls att man kan tala om tvång i samtliga uppräknade situationer.

### Tyskland
En av de första åtgärder som Adolf Hitler vidtog efter maktövertagandet 1933 var att anta Lagen om förhindrandet av ärftliga sjukdomar hos avkomma (Gesetz zur Verhütung erbkranken Nachwuchses) i juli 1933. Hitler undertecknade själv lagen och över 200 rashygiensdomstolar skapades särskilt som en följd av denna lag. Alla läkare i Tredje riket var enligt lagen skyldiga att rapportera de av deras patienter som bedömdes ha en intellektuell funktionsnedsättning, var psykiskt sjuka (inklusive schizofreni och manodepressiv sjukdom), epileptiker, blinda, döva eller "fysiskt deformerade" och höga böter kunde drabba den läkare som inte rapporterade samtliga berörda patienter. Människor som led av alkoholism eller Huntingtons sjukdom kunde också steriliseras.
Varje mål presenterades sedan framför en domstol bestående av nazistiska tjänstemän och vårdpersonal som skulle granska journalerna, ta vittnesmål från vänner och kollegor och så småningom besluta om personen skulle steriliseras eller inte, med våld om nödvändigt. Även om de inte uttryckligen omfattades av lagen, så steriliserades även cirka 400 "rasblandade" personer, de så kallade "Rheinlandbastarderna", med början 1937. Steriliseringsprogrammet pågick fram till dess att kriget började, med cirka 600 000 steriliserade personer som resultat. I slutet av andra världskriget hade över 400 000 personer steriliserats enligt den tyska lagen, de flesta inom de första fyra åren av lagens giltighetstid.

### USA
USA var det första land som införde rashygienska tvångssteriliseringsprogram. De som huvudsakligen drabbades var de med intellektuella funktionsnedsättningar och psykiska sjukdomar men även döva, blinda, epileptiker och människor med "fysiska deformationer" tvångssteriliserades. Vad som krävdes för att ses som psykiskt sjuk eller funktionshindrad var annorlunda än idag. Många kvinnor spärrades in på institutioner med argumentet att de var "svagsinta" för att de ansågs promiskuösa eller hade blivit gravida utan att vara gifta. Enligt Angela Davis så steriliserades ofta kvinnor av huvudsakligen minoritetsursprung (både amerikanska urinvånare och afroamerikaner) mot sin vilja i många stater. Ofta skedde det utan att kvinnorna fick kunskap om det, under tiden de var intagna på sjukhus av andra orsaker exempelvis förlossning.
Vissa steriliseringar ägde rum i fängelser och andra kriminalvårdsanstalter och fokuserade på kriminella, men de var i relativ minoritet. I när de statliga tvångssteriliseringsprogrammen upphörde hade över 65.000 personer steriliserats i 33 stater i USA.
Den första staten som försökte införa en tvångssteriliseringslag var Michigan, 1897, men den föreslagna lagen antogs aldrig. Åtta år senare antog Pennsylvania en steriliseringslag som bara hindrades av guvernörens veto. Indiana blev sedan den första staten att införa steriliseringslagstiftning 1907,  tätt följt av Kalifornien och Washington 1909. Flera andra delstater följde deras exempel, men i en del delstater var det fortfarande kontroversiellt och lagarna antogs inte, som i Wyoming år 1934. Andelen tvångssteriliserade över hela landet var relativt låg, med Kalifornien som enda undantag, fram till år 1927. Då legitimerade  amerikanska högsta domstolen, i sitt domslut i fallet Buck v.s. Bell, tvångssterilisering av patienter vid en anstalt för personer med intellektuella funktionsnedsättningar i Virginia. I kölvattnet av detta beslut steriliserades 62.000 personer i USA, de flesta av dem kvinnor. Antalet utförda steriliseringar per år ökade fram 1942, då en annan dom av Högsta domstolen, i fallet Skinner v.s. Oklahoma, komplicerade rättsläget. Domen talade emot sterilisering som straff och anförde också påbudet om likabehandling i USA:s konstitution. Det innebar att om kriminella skulle tvångssteriliseras så kunde inte personer som dömts för så kallade "white collar crimes" (ungefär ekobrott) vara de enda som exkluderas från den typen av bestraffning.
Motiven till de amerikanska steriliseringslagarna varierade. De flesta ingrepp hade bara som syfte att förhindra fortplantning, genom att exempelvis kapa sädesledare på män, men vissa delstater (Oregon och North Dakota i synnerhet) hade lagar som förordade kastrering. De flesta steriliseringar utfördes under olika former av rashygieniska lagar, på statliga mentalsjukhus och olika hem för personer med psykiska funktionsnedsättningar. Det fanns aldrig någon federal steriliseringslag, även om rasbiologen Harry H. Laughlin föreslog hur en sådan kunde utformas 1922.
Efter andra världskriget blev den allmänna opinionen mot rashygien och steriliseringsprogrammen mer negativ mot bakgrund av Förintelsen, men i några stater fortsatte tvångssteriliseringarna in på 1970-talet. Oregons rashygieniska styrelse, senare Styrelsen för socialt skydd, existerade fram till 1983, och den sista tvångssteriliseringen i delstaten utfördes 1981. Den delstat som medan tvångssteriliseringarna var i bruk steriliserade flest personer var Kalifornien, som var ansvarig för över en tredjedel av alla steriliseringsoperationer. Rasbiologerna E.S. Gosney och Paul B. Popenoe skrev en bok om Kaliforniens steriliseringsprogram, en bok som av Adolf Hitlers regering ansågs vara av central betydelse för att bevisa att storskaliga tvångssteriliseringsprogram var möjligt. Under de senaste åren har guvernörerna i många delstater uttalat offentliga ursäkter för tvångssteriliseringarna, med början i  Virginia och följt av Oregon och Kalifornien. Få har dock erbjudit sig att kompensera de steriliserade, med hänvisning till att det sannolikt är få som fortfarande lever och att undermånliga arkiv innebär att det inte finns tillräcklig information för att kontrollera omständigheterna kring de enskilda fallen.

## Filmer
- Yawar Mallku/ Sangre de condor/ Kondorens blod, regi: Jorge Sanjines, Bolivia 1969. Filmen, som handlar om tvångssteriliseringar bland indianbefolkningen utförda av USA:s fredskår, orsakade att fredskåren tvingades lämna landet.
- I februari 2007 premiärvisades den svenska filmen Den nya människan, som baserat på verkliga händelser skildrar tvångssteriliseringen av en ung flicka 1951.
- 2009 visades Walborgs ungar på SVT, en dokumentärfilm av filmregissören Andja Arnebäck, om tvångssteriliseringar på barnhemsbarn i Göteborg under 1940-50-talet.